# Pornassio
Pornassio (Purnasce in ligure) è un comune italiano sparso di 637 abitanti della provincia di Imperia in Liguria. La sede comunale è ubicata nella frazione di San Luigi.

## Geografia fisica
Il territorio di Pornassio è sito nella valle del torrente Arroscia, in una conca esposta totalmente a mezzogiorno e punto di incontro dell'ambiente alpino con quello mediterraneo.
Il territorio del comune è composto da una sequenza di sei frazioni collegate tra di loro dell'antica via del sale e sparpagliate sugli oltre 500 metri di dislivello: dai 353 m s.l.m. della frazione più bassa di Ponti ai 934 m s.l.m. del colle di Nava, quest'ultimo spartiacque e via di comunicazione tra Liguria e Piemonte.
Tra le vette del territorio pornassino il monte Cosia D'Erna (1670 m), il monte Bisciaire (1518 m), la Rocca Ferraira (1301 m), il monte Ariolo (1219 m), il Poggio Richermo (1179 m), il Poggio Possanghi (1173 m) e il Bric Bruciato (949 m).

## Storia

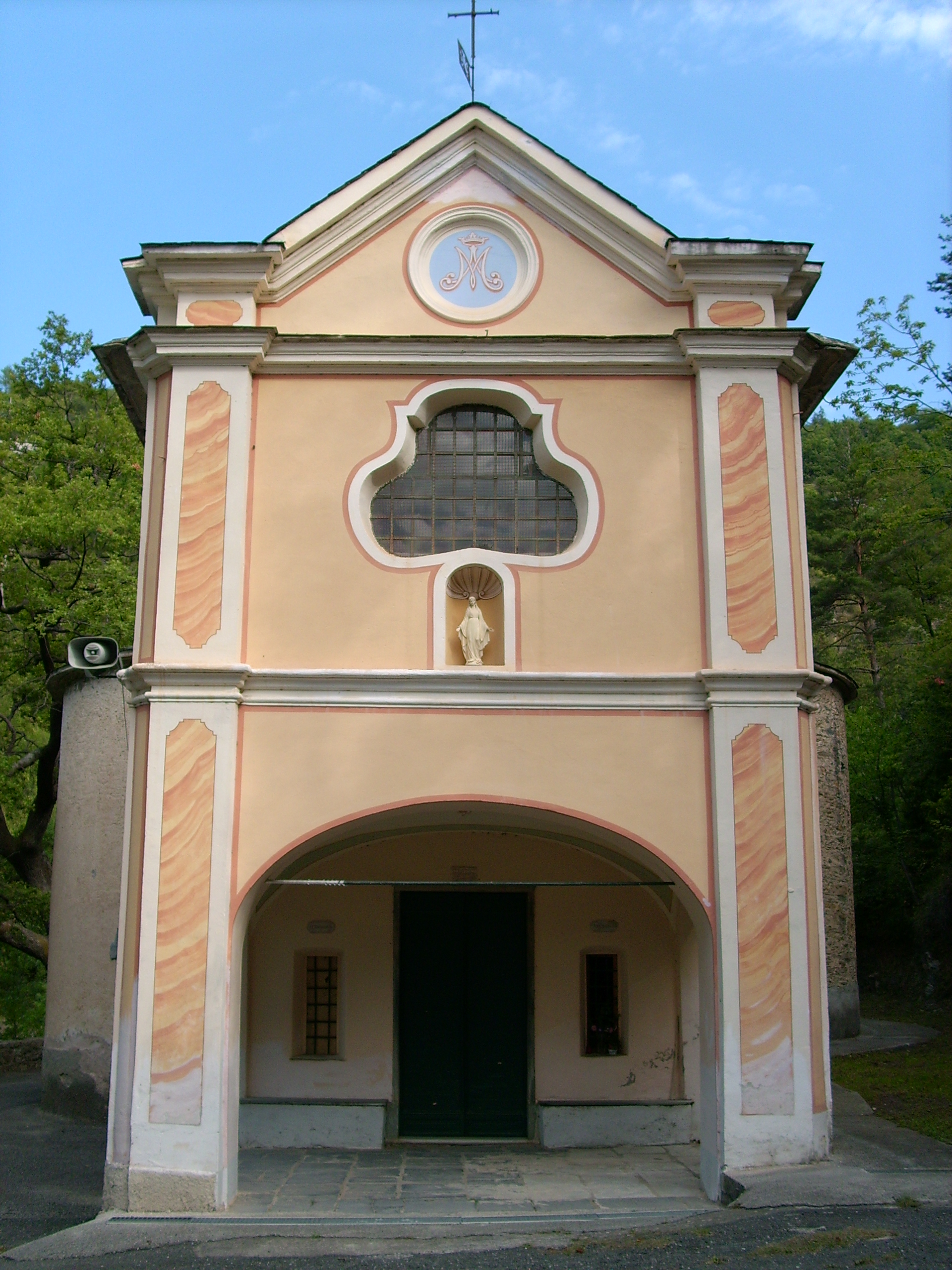
Il santuario della Madonna della Chiazza

Come altri paesi e località della valle Arroscia, anche il territorio di Pornassio ha origini antiche e, stando ad alcuni ritrovamenti presso il vivaio forestale di Piano d'Isola, nella frazione di Ponti, risalenti all'epoca protostorica. Nella località furono rinvenuti nel 1914 i resti di una ciotola e di una catenella di ferro con fibula bronzea presso una tomba ad incinerazione datata al VII secolo a.C., conservati ora al museo archeologico di Genova Pegli.
In epoca romana è attestata la presenza di una piccola comunità rurale che proprio dall'agricoltura e dalla coltivazione traeva la propria primaria sussistenza. La caduta dell'Impero romano d'Occidente nel 476 provocò anche in questo territorio l'invasione dei barbari e la successiva dominazione dei Bizantini, che inglobarono la zona tra l'alta valle del torrente Arroscia e il Tanaro nella Provincia Maritima Italorum (VII secolo). Seguì nel 643 la conquista longobarda da parte del re Rotari e il dominio dei Franchi, con l'istituzione del Comitato di Albenga, territorio nel quale fu inserita anche la comunità pornassina. Nella seconda metà del X secolo passò nella costituita Marca Arduinica e in seguito tra i possedimenti feudali dell'alta valle del Tanaro e Arroscia di Bonifacio del Vasto e, alla sua morte, del figlio Anselmo VII, marchese di Clavesana.
Nel XIII secolo il feudo d'Arroscia, e quindi anche Pornassio, passò sotto il dominio dei conti di Ventimiglia ed in particolare nella castellania dell'alta valle Arroscia, che aveva in Cosio di Arroscia il suo centro principale e Pornassio quale meta per l'alpeggio delle mandrie durante la transumanza. In questo periodo storico è accertata la presenza del castello eretto dai conti ventimigliesi presso la frazione di Villa. Nel 1204 la zona fu interessata dagli scontri per il dominio sul territorio da parte di Genova, che si conclusero con un primo atto di fedeltà nelle mani del podestà di Genova, il milanese Guiffredotto Grassello. Nuovi accordi per gli spazi contesi in località Alpi di Döwa furono raggiunti il 10 maggio del 1207 tra le comunità di Pornassio, Ottano, Cosio di Arroscia, Mendatica e Montegrosso Pian Latte.
Con atto stipulato il 31 maggio 1254 l'area tra Pornassio, Cosio e Garessio passò sotto la giurisdizione dei feudatari locali Guglielmo e Robaldo e poi, dopo una successiva divisione dei feudi nel 1263, definitivamente al secondo per quanto riguardava il territorio cosiese e pornassino. Nel 1270 i soldati di Roberto di Laveno occuparono temporaneamente Pornassio, ma l'invio delle truppe genovesi del capitano del popolo Oberto Doria sul territorio riportò la pace nel feudo e la riconsegna dello stesso nelle mani di Robaldo; il feudo nel 1274 fu però ceduto dallo stesso alla Repubblica di Genova. Nel 1283 i diritti feudali dei paesi di Pornassio e di Cosio furono venduti a Oberto Spinola dai conti di Ventimiglia Enrico e Pietro. La fine di questo secolo e la prima metà del XIV secolo, inoltre, furono interessati da nuove diatribe signorili per il controllo del territorio ed in particolare tra il marchese di Ceva Nano e i marchesi di Clavesana Oddone II e Francesco IV; dopo alcuni scontri locali, che rischiarono di sfociare in un aperto e più ampio conflitto, la vertenza fu portata ad una soluzione con la stipulazione nel 1310 di un accordo tra Francesco IV di Clavesana e i signori di Pornassio Giacobino e Giovannino.

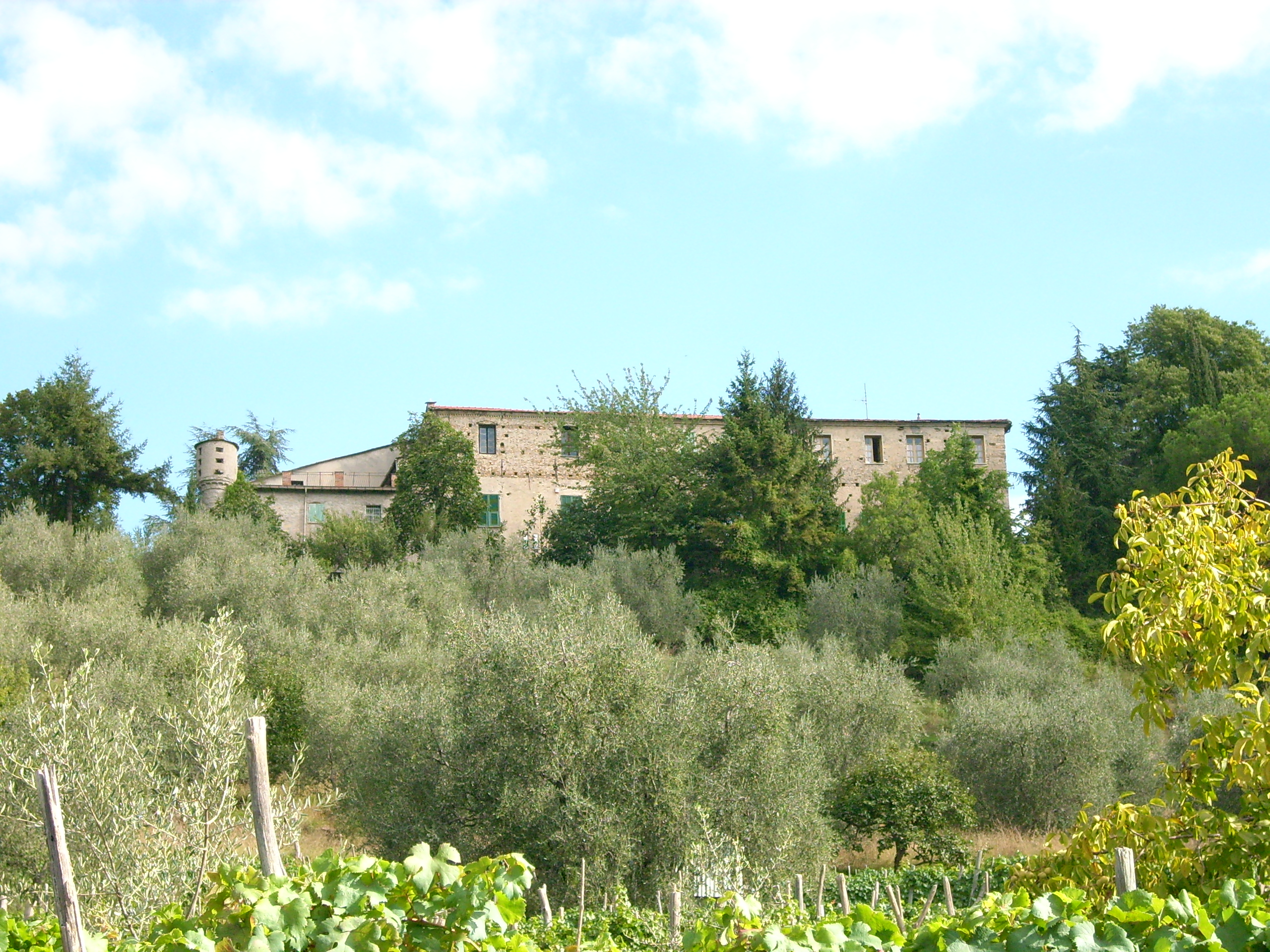
Il castello in località Villa

Tuttavia, nel 1329 una nuova rivendicazione dei diritti feudali sull'intera zona fu portata avanti dai conti ventimigliesi, che riuscirono, dopo un'ufficiale investitura da parte dell'imperatore Ludovico IV, ad ottenere il controllo dei feudi di Pornassio, Aurigo, Lavina e Cosio di Arroscia. La nomina imperiale provocò la reazione dei marchesi Del Carretto, che avanzavano altrettanti diritti proprio su Pornassio, e a sua volta del signore di Garessio Giovanni Scarella per la presunta e indebita intromissione dei nobili carretteschi sulla questione. Fu l'intervento diretto del doge di Genova Antoniotto Adorno a riportare una situazione possibilmente stabile, con l'affido del feudo pornassino agli Scarsella sotto il dominio diretto dello stato genovese; nel 1460 fu poi il nobile garessino Giorgio Scarella a cedere una parte del territorio di Pornassio al conte di Tenda e del Maro Onorato Lascaris.
Tale passaggio di proprietà fu il pretesto, quasi un secolo dopo, per nuove contese feudali su questa parte del territorio dell'alta valle Arroscia avanzate dal duca Emanuele Filiberto di Savoia, dopo che quest'ultimo aveva a sua volta acquistato, nel 1575, da Renata Lascaris il feudo del Maro.
L'uso della forza e l'apice degli scontri tra i due stati avvenne però nella successiva guerra del 1625. Truppe genovesi, al comando del capitano di Pieve di Teco Tomaso Rovereto, a sua volta autorizzato dalle autorità genovesi, diedero il via a saccheggi di quelle località in prossimità dei confini tra Genova e il Ducato di Savoia (tra queste Lavina, Cenova e Montegrosso Pian Latte) e all'incendio delle cascine lungo il confine con la piemontese Ormea. La reazione sabauda non si fece attendere e, dopo un primo assalto delle truppe piemontesi al comando del marchese Tomaso Costance presso il Ponte di Nava e a seguire alla stessa Nava, dove i soldati genovesi dell'alfiere Rusticone furono costretti alla ritirata, scesero verso lo sguarnito e indifeso castello di Pornassio. Conquistato il paese, pochi giorni dopo i due schieramenti si affrontarono nuovamente con un vittorioso esito per i genovesi, che riuscirono a far ripiegare la guarnigione piemontese verso Nava. Riconquistati Pornassio e il suo castello, la reazione delle autorità genovesi verso un presunto aiuto dei marchesi Scarella ai Sabaudi fu violenta: al saccheggio del maniero seguì l'uccisione di un esponente della famiglia nobiliare, Ottavio Scarella. La posizione degli Scarella venne ascoltata, e possibilmente chiarita, con una lettera inviata da Pornassio il 12 agosto 1625 al Senato della Repubblica dai marchesi Gio Bartolomeo e Luciano Scarella: entrambi si scagionarono dalle suddette accuse di tradimento o di favoreggiamento verso le truppe piemontesi, ribadendo ancora una volta la loro assoluta e sincera fedeltà alla Serenissima; allo stesso tempo chiesero al Senato un adeguato risarcimento dei danni subiti a causa dell'occupazione piemontese.

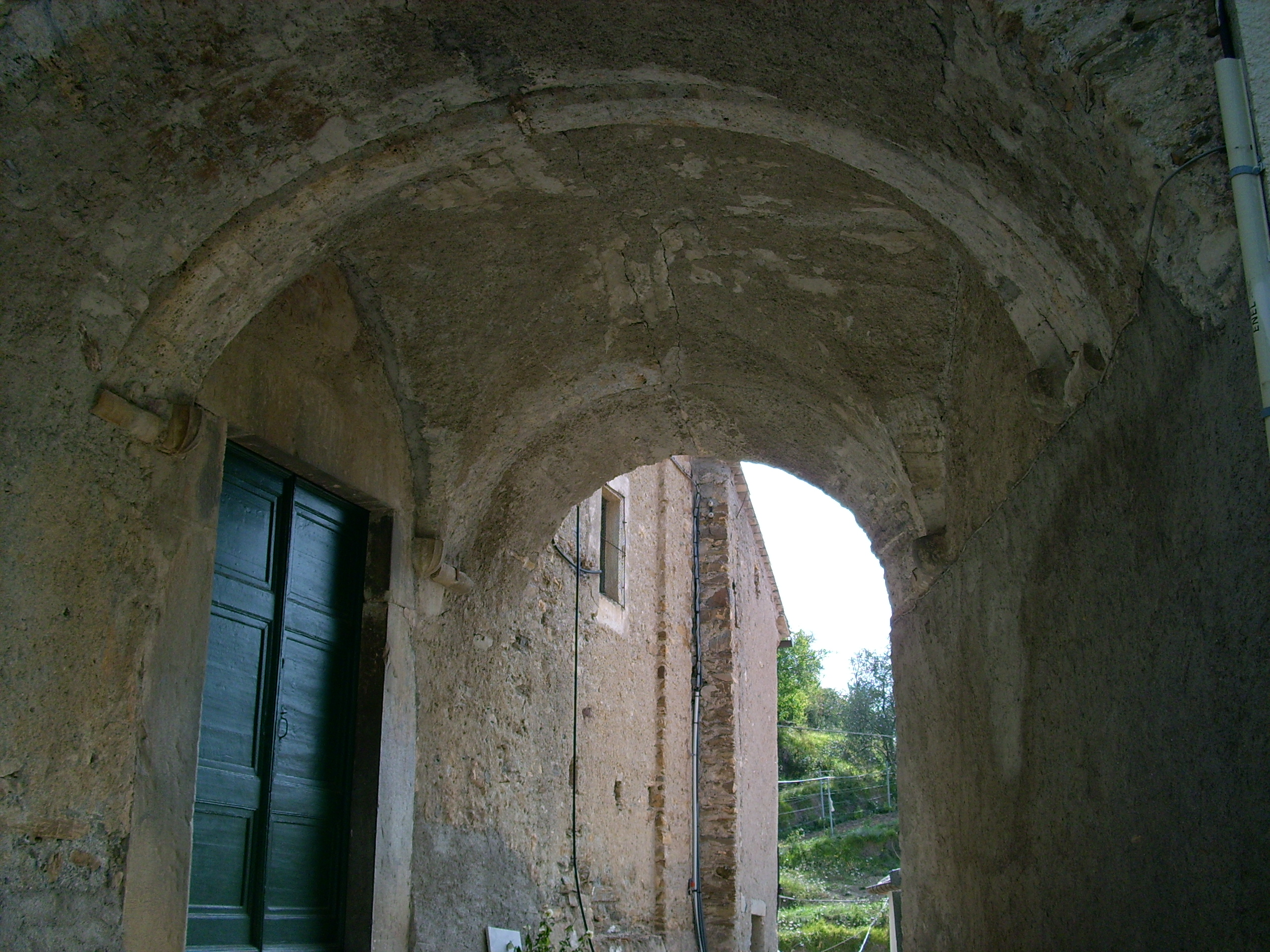
Scorcio del centro storico

Il trattato di Vienna del 1735 stabilì il passaggio al Regno di Sardegna dei territori dell'alta valle Arroscia, delle valli di Oneglia e del Maro; esso perdurò sino agli eventi napoleonici di fine XVIII secolo. Con la dominazione napoleonica Pornassio entrò nei possedimenti del Primo Impero francese, che lo assegnò al circondario di Porto Maurizio, nella giurisdizione del Dipartimento di Montenotte dal 13 giugno 1805 al 1814. È in questo periodo storico che verranno gettate le basi progettuali della nuova strada collegante la costa ponentina della Liguria con il Basso Piemonte passando per il valico del colle di Nava; il centro di Pornassio, situato in prossimità del colle stesso, risultò quindi, con l'odierna frazione di Nava, un punto di sosta fondamentale e strategico per questa zona dell'alta valle Arroscia.
Nel 1815 il territorio fu nuovamente inglobato nel Regno di Sardegna, così come stabilito dal Congresso di Vienna del 1814, e successivamente nel Regno d'Italia dal 1861. Dal 1859 al 1926 il territorio fu compreso nel V mandamento di Pieve di Teco del circondario di Porto Maurizio, facente parte della provincia di Porto Maurizio (poi Provincia di Imperia dal 1923).
Durante le fasi finali della seconda guerra mondiale sul territorio pornassino si registrarono aspri scontri tra le truppe nazifasciste e le formazioni dei partigiani; qui aveva sede la repubblichina 33ª legione della Milizia volontaria per la sicurezza nazionale "Generale Gandolfo", agli ordini del colonnello Gianni De Bernardi.
Il dopoguerra ha visto la graduale incidenza economica legata allo sfruttamento e allevamento di bestiame, tanto che alcuni pascoli del territorio di Pornassio furono affittati dall'ente comunale a pastori e allevatori provenienti anche dal vicino Piemonte.
Dal 1973 al 31 dicembre 2008 ha fatto parte della Comunità montana Alta Valle Arroscia e, con le nuove disposizioni, fino al 2011 della Comunità montana dell'Olivo e Alta Valle Arroscia.

### Simboli
Lo stemma e il gonfalone sono stati concessi con decreto del presidente della Repubblica del 19 maggio 1954.

## Monumenti e luoghi d'interesse

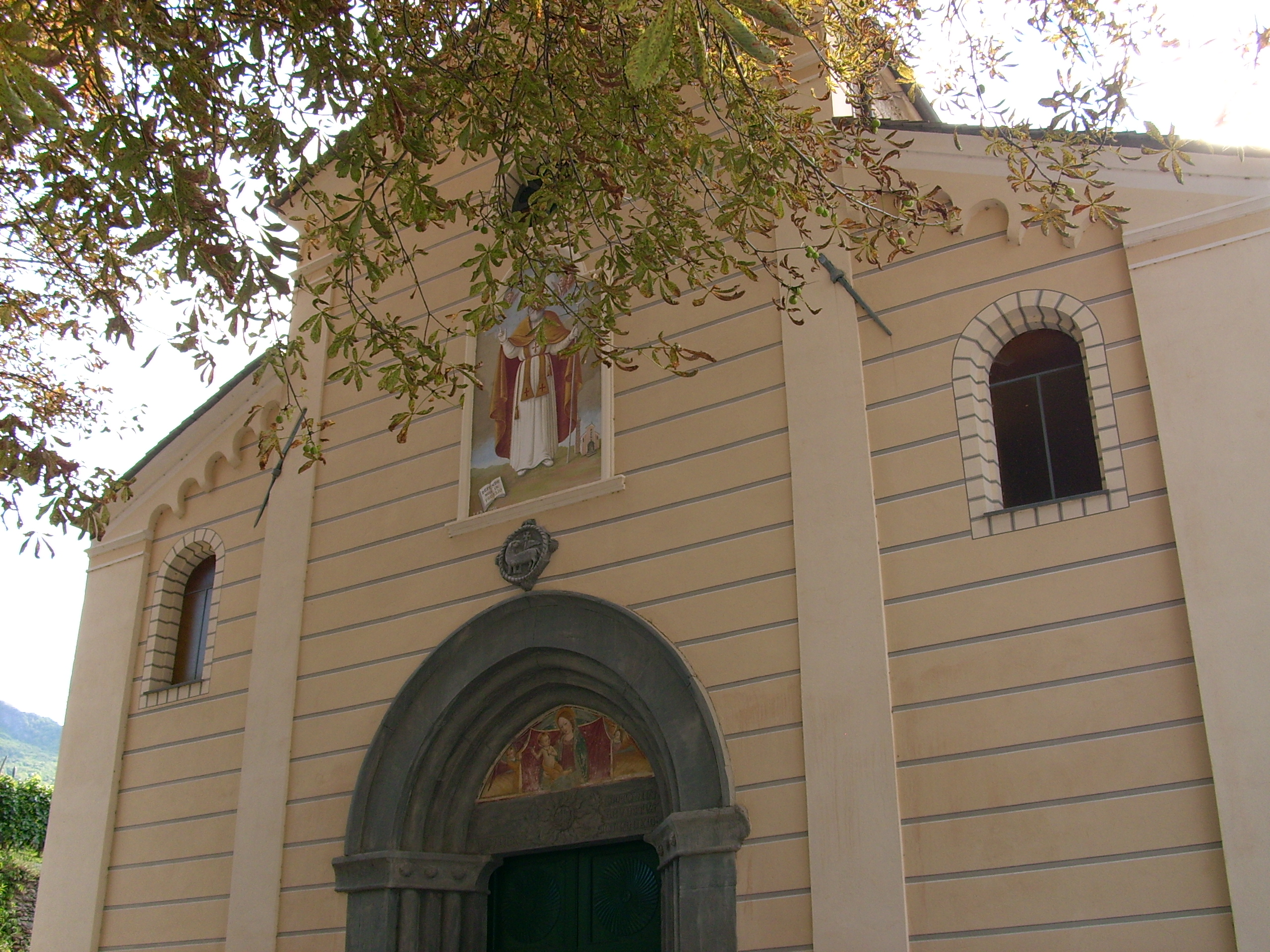
La chiesa parrocchiale di San Dalmazzo nella frazione di Villa

### Architetture religiose
- Cappella di Sant'Antonio abate nella frazione capoluogo di San Luigi, edificata nella prima metà del Cinquecento.
- Cappella di San Luigi Gonzaga nella frazione capoluogo di San Luigi, risalente al XVIII secolo.
- Chiesa dell'Annunziata nella frazione di Ottano, risalente al Quattrocento.
- Cappella di San Bernardo nella frazione di Ponti.
- Chiesa parrocchiale di San Dalmazzo nella frazione di Villa, risalente al XV secolo.
- Santuario di Nostra Signora del Santissimo Nome o della Madonna della Chiazza, lungo la strada che da Villa conduce ad Ottano; è una costruzione risalente al 1775, in stile barocco, affrescata nel 1898 dal pittore Rossignol.

### Architetture militari
- Castello di Pornassio, in località Villa, ora sede delle scuole materne ed elementari.
- Forti di Nava, un complesso di cinque forti ottocenteschi presso il colle di Nava, che difendevano il Piemonte da invasori che avessero tentato di passare l'omonimo colle.

## Società

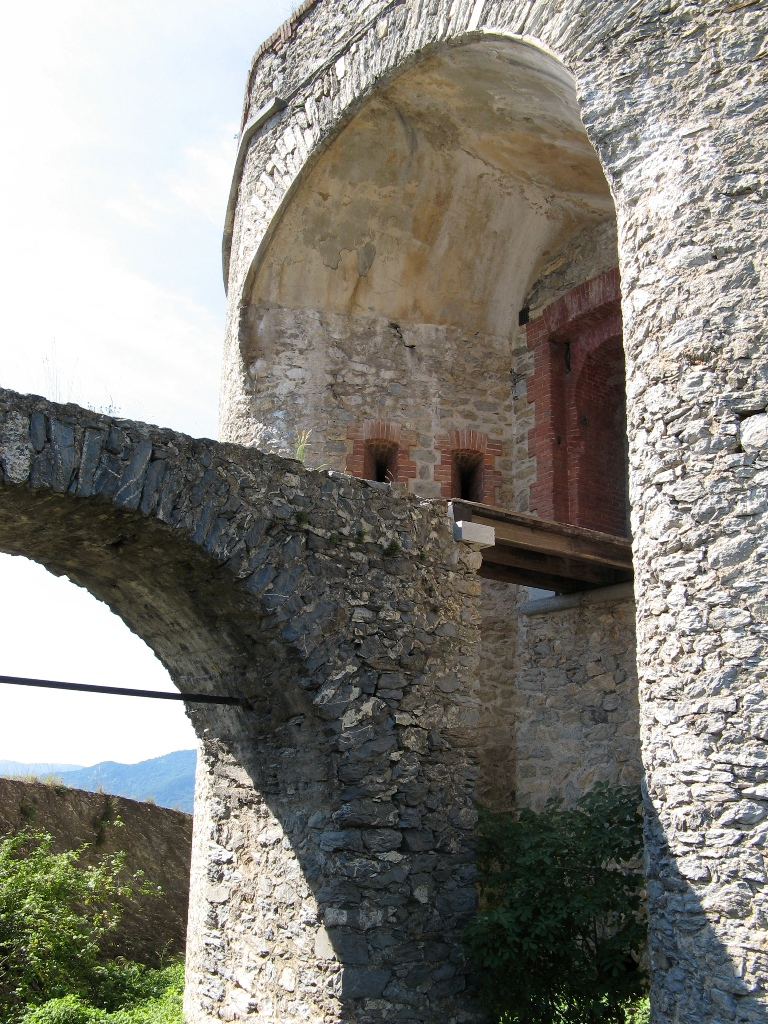
Il forte Pozzanghi

### Evoluzione demografica
Abitanti censiti

### Etnie e minoranze straniere
Secondo i dati Istat al 31 dicembre 2019, i cittadini stranieri residenti a Pornassio sono 174, così suddivisi per nazionalità, elencando per le presenze più significative:
1. Marocco, 26
2. Nigeria, 24
3. Mali, 22

### Qualità della vita
Il Comune di Pornassio ha conseguito la certificazione del proprio sistema di gestione ambientale conformemente alla norma ISO 14001.

## Geografia antropica

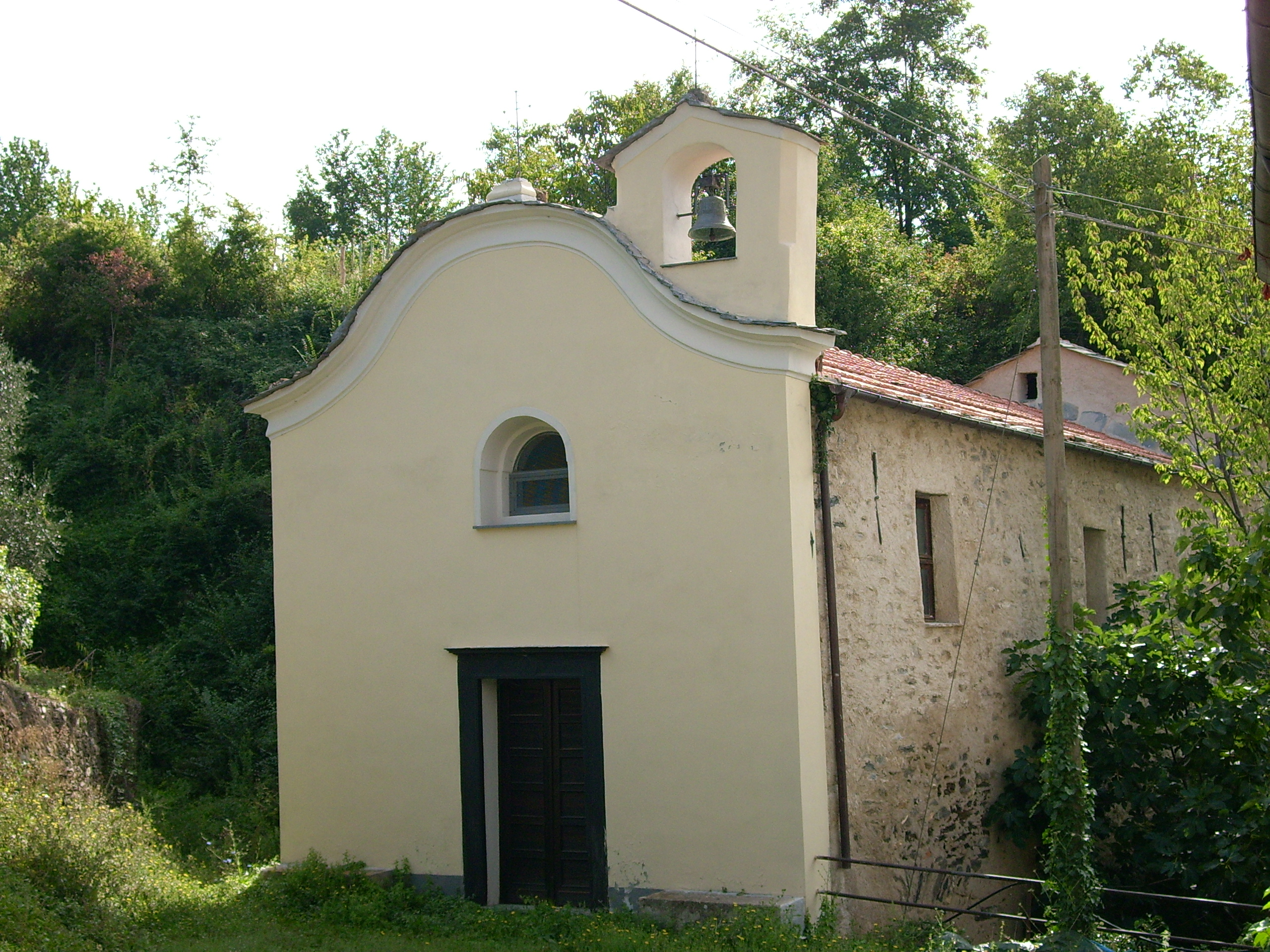
Oratorio presso la chiesa di San Dalmazzo nella frazione Villa

Il territorio comunale è costituito dalle frazioni di Case Rosse, Nava, Ottano, Ponti, San Luigi (sede comunale), Villa (a sua volta suddivisa nelle borgate di Barbei, Barche, Castello e Maccagnai), per una superficie territoriale di 27,21 km².
Confina a nord con il comune di Ormea (CN), a sud con Rezzo, ad ovest con Cosio di Arroscia e Montegrosso Pian Latte e ad est con Ormea, Armo e Pieve di Teco.

## Economia
La principale attività economica del comune è l'agricoltura ed in specie la viticoltura e l'olivicoltura. Pornassio è centro principale della coltivazione dell'uva ormeasca, una specie del vitigno dolcetto. Questa uva produce il vino Ormeasco di Pornassio o Pornassio, che è una D.O.C.

## Infrastrutture e trasporti

### Strade
Il territorio di Pornassio è attraversato principalmente dalla strada statale 28 del Colle di Nava, che permette il collegamento a nord con Ormea, e quindi con la provincia di Cuneo, e a sud con Pieve di Teco. La strada provinciale 3 transita per la frazione di Ponti, collegando il territorio comunale pievese con Cosio di Arroscia.

### Mobilità urbana
Da Pornassio transitano autobus di linea che collegano Imperia con Ormea, Ceva e Cuneo.

## Amministrazione

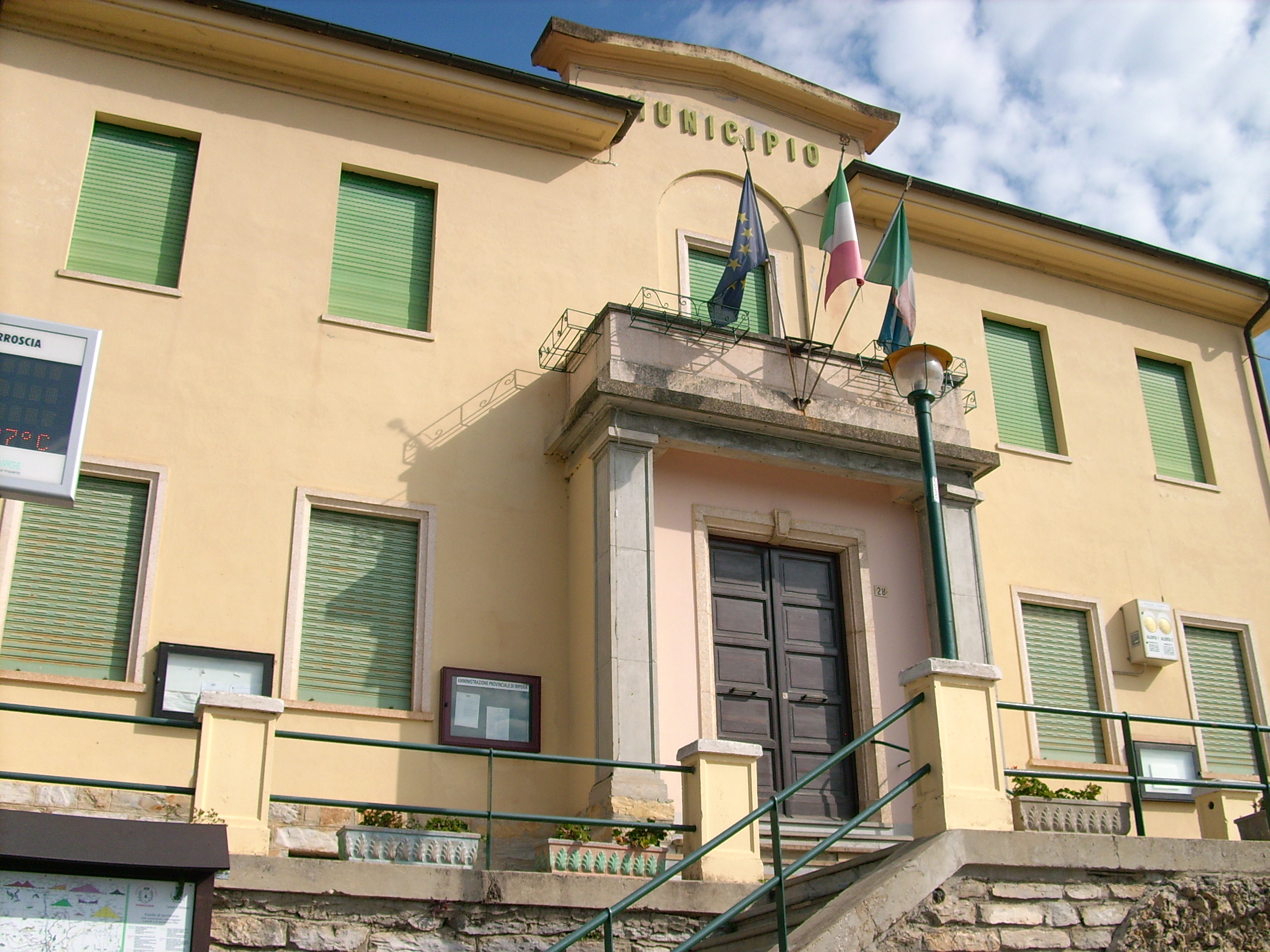
Il municipio

| Periodo          | Periodo        | Primo cittadino       | Partito                                                           | Carica                  | Note   |
| ---------------- | -------------- | --------------------- | ----------------------------------------------------------------- | ----------------------- | ------ |
| 1978             | 1988           | Giovanni Contestabile | Democrazia Cristiana                                              | Sindaco                 |        |
| 11 luglio 1988   | 7 giugno 1993  | Fausto Contestabile   | Partito Comunista Italiano                                        | Sindaco                 |        |
| 8 giugno 1993    | 13 aprile 1997 | Agostino Guglierame   | Partito Repubblicano Italiano                                     | Sindaco                 | [ 14 ] |
| 13 aprile 1997   | 27 aprile 1997 | Claudio Sammartino    |                                                                   | Commissario prefettizio |        |
| 17 novembre 1997 | 28 maggio 2002 | Luigi Carli           | lista civica                                                      | Sindaco                 |        |
| 28 maggio 2002   | 29 maggio 2007 | Raffaele Guglierame   | lista civica                                                      | Sindaco                 |        |
| 29 maggio 2007   | 7 maggio 2012  | Raffaele Guglierame   | Pornassio-Ambiente agricoltura artigianato turismo (lista civica) | Sindaco                 |        |
| 21 maggio 2012   | 11 giugno 2017 | Emilio Fossati        | Diamo una mano a Pornassio (lista civica)                         | Sindaco                 |        |
| 11 giugno 2017   | 13 giugno 2022 | Emilio Fossati        | Diamo una mano a Pornassio (lista civica)                         | Sindaco                 |        |
| 13 giugno 2022   | in carica      | Vittorio Adolfo       | Pornassio domani (lista civica)                                   | Sindaco                 |        |

### Altre informazioni amministrative
Pornassio fa parte dell'Unione dei comuni dell'Alta Valle Arroscia.